# Ectropothecium pacificum
Ectropothecium pacificum är en bladmossart som beskrevs av Mitten 1868. Ectropothecium pacificum ingår i släktet Ectropothecium och familjen Hypnaceae. Inga underarter finns listade i Catalogue of Life.